# HD 169493
HD 169493，又名BD-01 3486，SAO 142294、HR 6898，是一颗恒星，视星等为6.15，位于銀經28.49，銀緯5.16，其B1900.0坐标为赤經18h 19m 46s，赤緯-1° 5.16′ 1″。